# Républicanisme au Liechtenstein
Le républicanisme au Liechtenstein (allemand : Republikanismus in Liechtenstein) est un mouvement visant à changer le statut actuel de la principauté du Liechtenstein d’une monarchie en une république. Cette position est très minoritaire dans le pays.

## Histoire
Au lendemain de la Première Guerre mondiale, le Liechtenstein s’ouvre à la pluralité des partis politiques en 1919. Parmi les personnes revendiquant des droits, certaines voix se font entendre pour la conversion du micro-État en une république. Cependant, la promulgation de la nouvelle constitution de 1921 démontrerait un certain attachement de la population au système monarchique. Durant cette époque, les conditions sociopolitiques ne sont pas réunies pour une abolition de la monarchie : les partis sont encore tout jeunes et la critique à cet égard absente. D’autant que la situation économique amène le prince Jean II à fournir un prêt sans intérêt à hauteur de 550 000 francs suisses de ses fonds personnels, un prêt qu’il se garde de résilier en cas de renversement de la monarchie ; privée de ces sommes, une République liechtensteinoise aurait par conséquent pu être vouée à la faillite.
À l’issue d’un référendum en 2003, la population se voit attribuer un droit d’abolition de la monarchie. Une initiative populaire en ce sens doit réunir 1 500 signatures de citoyens. Le Landtag doit alors rédiger une constitution républicaine et la soumettre à référendum un an après au plus tôt et deux ans au plus tard. Le prince peut proposer un contre-projet de constitution, pouvant conserver la monarchie. Si un seul projet est proposé, la population vote entre la constitution existante et celle républicaine, et celle réunissant le plus de voix est adoptée. Si un projet de constitution républicaine et un contre-projet monarchique sont soumis, la population vote via un référendum à deux tours. Lors du premier tour, les citoyens peuvent voter pour jusqu’à deux projets sur les trois. Lors d’un second tour organisé quatorze jours après le premier, le vote a lieu entre les deux projets ayant réunit le plus de voix au premier tour. La constitution réunissant le plus de voix est adoptée.

## Opinions princières
« Seine Durchlaucht der Erbprinz und ich sind ausserdem der Meinung, dass in unserer Verfassung ein demokratisches Verfahren für die Abschaffung der Monarchie vorgesehen werden soll. Die Monarchie in Liechtenstein soll nicht dem Druck der Strasse weichen oder gestürzt werden, weil ein paar Hitzköpfe glauben, sie müssen hier mit einer Revolution die Republik einführen. »
— Prince Hans-Adam II, Discours du trône en date du 12 mai 1993

« Son Altesse Sérénissime le Prince Héréditaire et moi sommes en outre d’avis que notre constitution devrait prévoir un processus démocratique pour l’abolition de la monarchie. La monarchie du Liechtenstein ne doit pas céder à la pression de la rue ou être renversée parce que quelques personnes exhaltées pensent qu’il faille introduire ici une république par une révolution. »
— Traduction de Wikipédia, Discours du trône en date du 12 mai 1993
« Wichtiger erscheint es mir, dass die politischen und wirtschaftlichen Risiken genau analysiert werden, bevor man das Fürstentum Liechtenstein in eine Republik verwandelt. »
— Prince Hans-Adam II, Discours du trône en date du 15 mars 1996

« Il me semble plus important que les risques politiques et économiques soient analysés en détail avant que la principauté du Liechtenstein ne soit transformée en république. »
— Traduction de Wikipédia, Discours du trône en date du 15 mars 1996
« Ich möchte ausdrücklich festhalten, dass es dem Fürstenhaus nicht um politische Macht geht. Wir können sehr gut mit einer Monarchie leben, welche nur noch symbolische Bedeutung hat, oder auch mit der Republik. Darüber entscheiden aber nicht einige Politiker, sondern gemäss Verfassungsvorschlag des Fürstenhauses das Volk. »
— Prince Hans-Adam II, Discours du trône en date du 29 mars 2001

« Je tiens à préciser expressément que la Maison princière ne prétend pas au pouvoir politique. On peut très bien vivre avec une monarchie, qui ne revêt qu’une signification symbolique, ou avec la République. Ce ne sont cependant pas quelques personnalités politiques qui en décident, mais le peuple, conformément à la proposition constitutionnelle de la Maison princière. »
— Traduction de Wikipédia, Discours du trône en date du 29 mars 2001